# Anatoliy Levtchenko
Pour les articles homonymes, voir Levtchenko.
Anatoliy Semenovytch Levtchenko (en ukrainien : Анатолий Семенович Левченко) est un cosmonaute soviétique, né le 21 mai 1941 et mort le 6 août 1988.

## Biographie
Anatoliy Levtchenko a été sélectionné en tant que cosmonaute le 10 juillet 1980 dans le groupe Bourane (LII-1).

## Vol réalisé
Il a réalisé un unique vol comme expérimentateur sur Soyouz TM-4, le 21 décembre 1987, en tant que membre de l'expédition Mir LII-1, à bord de la station Mir. Il revient sur Terre le 29 décembre 1987 à bord de Soyouz TM-3.